# 九興控股
九興控股有限公司，簡稱九興控股（英語：Stella International Holdings Limited，港交所：1836），在1982年由蔣至剛（董事長）、趙明靜、陳建民等人於臺灣創立。
現時在中國、越南、菲律賓等國家經營、生產及銷售客戶及品牌擁有人製造休閒、時裝及私人標籤鞋履。招股價為15.5港元，發行股份為195,000,000股，而集資額為30.23億港元，而股份則在2007年7月6日於香港交易所主板上市。
2013年12月12日九興控股於歐洲開設首間What For門店，門店位於巴黎著名的瑪黑區Rue Vieille du Temple 15號。這是繼集團於巴黎聖日爾曼大街開設首家Stella Luna門店後，集團第二個引進歐洲的零售品牌。
What For是九興零售業務行政總裁齊樂人創立的品牌。自2007年於上海開設首家門店起，What For迅速發展全球業務，並於泰國、菲律賓、黎巴嫩、科威特及阿聯酋開設零售門店。
總部位於香港九龍尖沙咀廣東道25號港威大廈第二座30樓3003-04室。

## 連結
- Stella.com.hk（页面存档备份，存于）